# Joan Hickson
Joan Bogie Hickson, OBE (Kingsthorpe, 5 agosto 1906 – Colchester, 17 ottobre 1998), è stata un'attrice britannica, nota al pubblico soprattutto per aver dato il volto al personaggio di Miss Marple in 12 film televisivi tratti dalle storie di Agatha Christie.

## Biografia
Cominciò la sua carriera di attrice nel 1927 in un teatro di provincia. Nel secondo dopoguerra intraprese la carriera cinematografica, partecipando a più di 80 film.
Il suo primo contatto con Miss Marple fu nel 1946, quando interpretò Miss Pryce nell'opera teatrale Appuntamento con la morte, e successivamente nel film Assassinio sul treno (1961), nel ruolo della signora Kidder. La sua partecipazione ad Appuntamento con la morte piacque enormemente ad Agatha Christie, che le scrisse personalmente augurandosi, un giorno, che lei potesse interpretare Miss Marple.
E così fu quando, nel 1984, la BBC decise di produrre una nuova serie di film su Miss Marple.

## Filmografia parziale

### Cinema
- Widow's Might, regia di Cyril Gardner (1934)
- L'uomo dei miracoli (The Man Who Could Work Miracles), regia di Lothar Mendes (1936)
- L'ora del supplizio (Love from a Stranger), regia di Rowland V. Lee (1937)
- Second Thoughts, regia di Albert Parker (1938)
- Freedom Radio, regia di Anthony Asquith (1940)
- The Saint Meets the Tiger, regia di Paul L. Stein (1943)
- Don't Take It to Heart, regia di Jeffrey Dell (1944)
- The Guinea Pig, regia di Roy Boulting (1948)
- Minaccia atomica (Seven Days to Noon), regia di  Roy Boulting e John Boulting (1950)
- Alba generosa (The Magnet), regia di Charles Frend (1950)
- Hell is Sold Out, regia di Michael Anderson (1951)
- Asso pigliatutto (The Card), regia di Ronald Neame (1952)
- Hindle Wakes, regia di Arthur Crabtree (1952)
- Servizio segreto (Rough Shoot) regia di Robert Parrish (1953)
- Deadly Nightshade, regia di John Gilling (1953)
- Il grido del sangue (Dance, Little Lady), regia di Val Guest (1954)
- Quattro in medicina (Doctor in the House), regia di Ralph Thomas) (1954)
- La pace torna in casa Bentley (As Long as They're Happy), regia di J. Lee Thompson (1955)
- Un dottore in altomare (Doctor at Sea), regia di Ralph Thomas (1955)
- Febbre bionda (Value for Money), regia di Ken Annakin (1955)
- Simone e Laura (Simon and Laura), regia di Muriel Box (1955)
- Jumping for Joy, regia di John Paddy Carstairs (1956)
- L'uomo che non è mai esistito (The Man Who Never Was), regia di Ronald Neame (1956)
- Port of Escape, regia di Anthony Young (1956)
- The Extra Day, regia di William Fairchild (1956)
- L'ultimo uomo da impiccare (The Last Man to Hang?), regia di Terence Fisher (1956)
- Carry on Admiral, regia di Val Guest (1957)
- No Time for Tears, regia di Cyril Framkel (1957)
- Happy is the Bride, regia di Roy Boulting (1958)
- Benvenuto a Scotland Yard (Law and Disorder), regia di Charles Crichton (1958)
- Su e giù per le scale (Upstairs and Downstairs), regia di Ralph Thomas (1959)
- Carry On Nurse, regia di Gerald Thomas (1959)
- Carry On Constable, regia di Gerald Thomas (1959)
- I 39 scalini (The 39 Steps), regia di Ralph Thomas (1959)
- La verità in reggicalze (Please Turn Over), regia di Gerald Thomas (1960)
- Carry On Regardless, regia di Gerald Thomas (1960)
- Barnaby Rudge, serie TV (1960)
- Assassinio sul treno (Murder, She Said), regia di George Pollock (1961)
- Amore pizzicato (Raising the Wind), regia di Gerald Thomas (1961)
- Il delitto della signora Allerson (I Thank a Fool), regia di Robert Stevens (1962)
- Nurse on Wheels, regia di Gerald Thomas (1963)
- Lassù qualcuno mi attende (Heavens Above!), regia di Roy Boulting e John Boulting (1963)
- The Secret of My Success, regia di Andrew L. Stone (1965)
- Mrs. Brown, You've Got a Lovely Daughter, regia di Saul Swimmer (1968)
- Carry on Loving, regia di Gerald Thomas (1970)
- A Day in the Death of Joe Egg, regia di Peter Medak (1970)
- Due ragazzi che si amano (Friends), regia di Lewis Gilbert (1971)
- Carry On Girls, regia di Gerald Thomas (1973)
- Oscar insanguinato (Theatre of Blood), regia di Douglas Hickox (1973)
- Il mistero del dinosauro scomparso (One of Ours Dinosaurs Is Missing), regia di Robert Stevenson (1975)
- Great Expectations, serie TV (1981)
- L'avventuriera perversa (The Wicked Lady), regia di Michael Winner (1983)
- Clockwise, regia di Christopher Morahan (1986)
- King of the Wind, regia di Peter Duffell (1989)
- Century, regia di Stephen Poliakoff (1993)

### Televisione
- Douglas Fairbanks, Jr., Presents – serie TV, episodio 3x02 (1954)
- Missione segreta (Espionage) – serie TV, episodio 1x04 (1963)

| Titolo italiano del romanzo   | Titolo inglese del film TV           | Anno |
| ----------------------------- | ------------------------------------ | ---- |
| C'è un cadavere in biblioteca | The Body in the Library              | 1984 |
| Terrore per posta             | The Moving Finger                    | 1985 |
| Un delitto avrà luogo         | A Murder Is Announced                | 1985 |
| Polvere negli occhi           | A Pocket Full of Rye                 | 1985 |
| Morte nel villaggio           | The Murder at the Vicarage           | 1986 |
| Addio Miss Marple             | Sleeping Murder                      | 1987 |
| Miss Marple al Bertram Hotel  | At Bertram's Hotel                   | 1987 |
| Nemesi                        | Nemesis                              | 1987 |
| Istantanea di un delitto      | 4.50 from Paddington                 | 1987 |
| Miss Marple nei Caraibi       | A Caribbean Mystery                  | 1989 |
| Giochi di prestigio           | They Do It with Mirrors              | 1991 |
| Assassinio allo specchio      | The Mirror Crack'd from Side to Side | 1992 |

## Doppiatrici italiane
- Wanda Tettoni in Minaccia atomica, Assassinio sul treno
- Angiolina Quinterno in Perché non l'hanno chiesto a Evans?
- Benita Martini in L'avventuriera perversa
- Deddi Savagnone in Miss Marple (ep. 1-9)
- Valeria Valeri in Miss Marple (ep. 10-12)